# Hugo Gastulo
Alejandro Hugo Gastulo Ramírez (Lima, 28 de marzo de 1957) es un exfutbolista peruano. Se desempeñaba en la posición de defensa.

## Trayectoria
Alejandro Hugo Gastulo nació el 28 de marzo de 1957 en Lima, Perú. A nivel de clubes, jugó desde los doce años en el Club Universitario de Deportes, con el que ganó tres campeonatos nacionales y participó en varias ediciones de la Copa Libertadores de América. Fue el lateral izquierdo titular del equipo por poco más de diez años, lo que le valió regularidad y ser tomado en cuenta por la selección, en especial para las eliminatorias de España 82 y México 86. Terminó su carrera como futbolista en el Deportivo AELU en plena crisis económica y decaimiento de la época gloriosa del fútbol peruano, de la cual él fue parte en su mejor momento. En la actualidad, vive en los Estados Unidos, específicamente en Little Falls, Nueva Jersey.

## Selección peruana
En 1977, fue convocado a la selección juvenil dirigida por Marcos Calderón que participó en el torneo sub-20 en Venezuela.
Fue internacional con la selección de fútbol del Perú en veintiuna ocasiones. Debutó el 18 de julio de 1979 en un encuentro amistoso ante la selección de Colombia que finalizó con marcador de 1-0 a favor de los colombianos. Su último encuentro con la selección lo disputó el 3 de noviembre de 1985 en la derrota por 1-0 ante Chile.

### Participaciones en Copas del Mundo
| Mundial                        | Sede   | Resultado    |
| ------------------------------ | ------ | ------------ |
| Copa Mundial de Fútbol de 1982 | España | Primera fase |

## Clubes
| Club                      | País | Año       |
| ------------------------- | ---- | --------- |
| Universitario de Deportes | Perú | 1974-1987 |
| Deportivo AELU            | Perú | 1988      |

## Palmarés

### Campeonatos nacionales
| Título                    | Club                      | País | Año  |
| ------------------------- | ------------------------- | ---- | ---- |
| Primera división del Perú | Universitario de Deportes | Perú | 1982 |
| Primera división del Perú | Universitario de Deportes | Perú | 1985 |
| Primera división del Perú | Universitario de Deportes | Perú | 1987 |